# 邻二氮菲
邻二氮菲，即“1,10-邻二氮杂菲”，也称邻菲罗啉、邻菲啰啉、邻菲咯啉，是一种常用的氧化还原指示剂。它是一个双齿杂环化合物配体，类似于2,2'-联吡啶，会与大多数金属离子形成很稳定的配合物。
邻二氮菲最常用的应用是分光光度法测定铁。它可通过邻苯二胺、硫酸、甘油和砷酸的水溶液回流反应制取。
邻二氮菲在pH为2~9时，会与亚铁离子（Fe2+）形成稳定的橙红色邻二氮菲亚铁离子（[Fe(phen)3]2+），可通过分光光度法来分析。logK=21.3，摩尔吸收系数为1.1×104，最大吸收峰在508nm。该法选择性高。氧化型[Fe(phen)3]3+显浅蓝色，半反应为：
{\displaystyle Fe(C_{12}H_{8}N_{2})_{3}^{3+}+e^{-}\leftrightharpoons Fe(C_{12}H_{8}N_{2})_{3}^{2+}}
{\displaystyle [H^{+}]=1mol/L,E^{\ominus }=1.06V}
邻二氮菲-Fe(II)指示剂可通过将1.485g一水合邻二氮菲和0.695gFeSO4·7H2O溶于100mL水中来配制。用于硫酸鈰(Ⅳ)滴定铁盐的指示剂。一个相关的配体是红菲绕啉（BPT），4,7-二苯基-1,10-邻二氮菲。
邻二氮菲也可用于烷基锂化合物含量的分析。具体步骤是使样品与少量（约1mg）的邻二氮菲作用，呈深色，再用醇类滴定，直到达到无色的滴定终点。